# Jens Becker

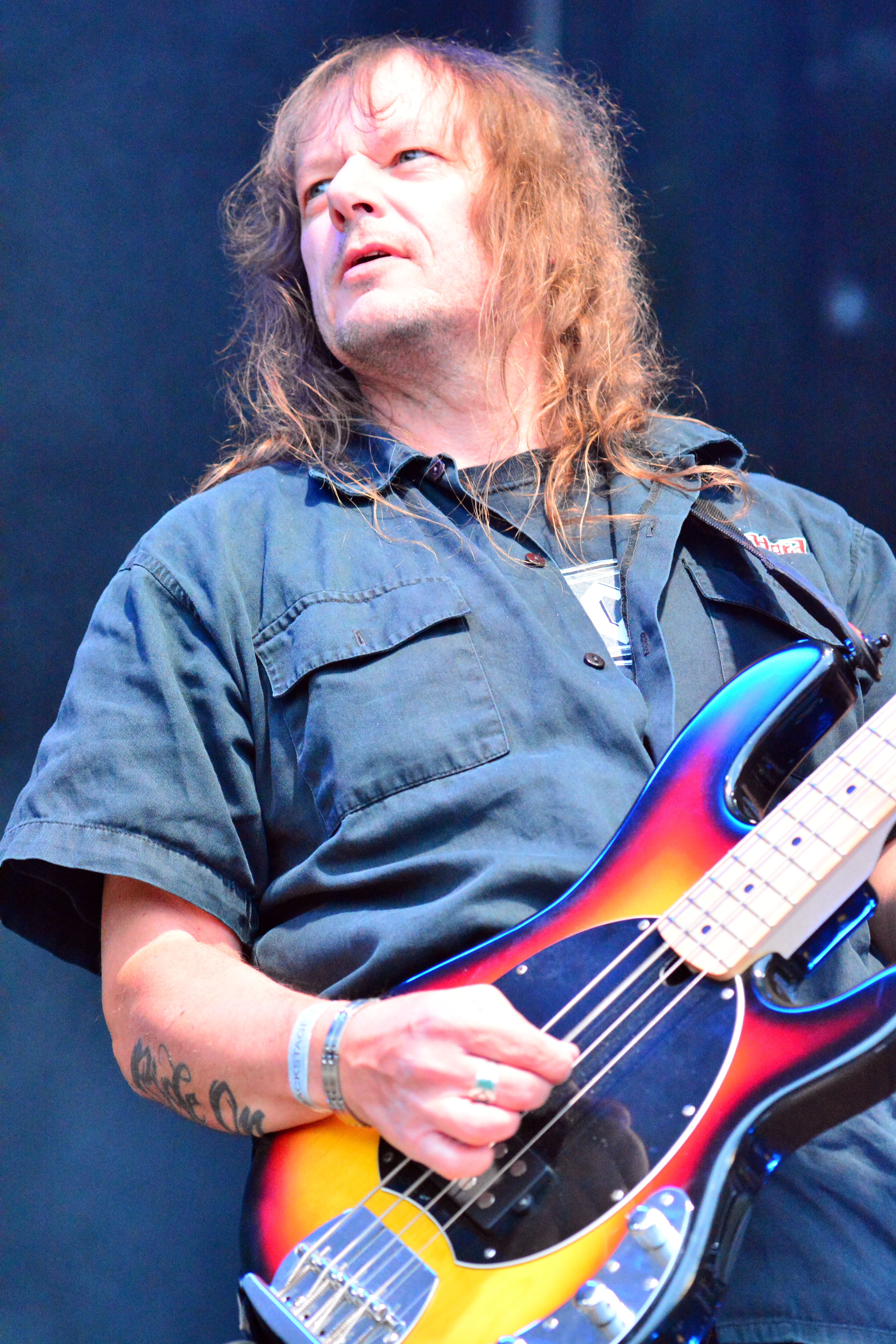
Jens Becker, 2014

Jens Becker, nacido el 24 de mayo de 1965 en Alemania, es el actual bajista del grupo de heavy metal Grave Digger.
Durante su carrera ha destacado por pertenecer al grupo Running Wild desde 1987 hasta 1992. Al separarse del grupo enbjunto a Axel Morgan y Stefan Schwarzmann, formaron el grupo X-Wild, los cuales editaron tres álbumes antes de disolverse en 1997.
En este mismo año se une a Grave Digger tras la salida de Tomi Göttlich. Rápidamente se adapta al grupo, ya que el estilo es común entre ellos. Lleva desde entonces en el grupo, además de algunos otros proyectos, como un grupo de covers de Bon Scott.

## Discografía

### Con Running Wild
- Ready for Boarding (1988)
- Port Royal (1988)
- Death or Glory (1989)
- Blazon Stone (1991)

### Con X-Wild
- So what! (1993)
- The monster efect (1995)
- Savageland (1996)

### Con Grave Digger
- 1998: Knights Of The Cross
- 1999: Excalibur
- 2001: The Grave Digger
- 2002: Tunes Of Wacken (Directo)
- 2002: The Middle Age Trilogy (Box Set)
- 2002: The History Part One (Compilación)
- 2002: Masterpieces (Compilación + DVD)
- 2003: Lost Tunes From The Vault (Compilación)
- 2003: Rheingold
- 2005: 25 to Live (Directo CD + DVD)
- 2005: The Last Supper
- 2007: Liberty Or Death
- 2009: Ballads Of A Hangman